# Grzegorz Królikiewicz
Grzegorz Królikiewicz (sinh ngày 5 tháng 6 năm 1939 - mất ngày 21 tháng 9 năm 2017) là một đạo diễn phim kiêm nhà biên kịch người Ba Lan. Kể từ năm 1981, ông giảng dạy tại khoa Đạo diễn, Điện ảnh và Truyền hình tại Học viện Điện ảnh Quốc gia ở Łódź, và vào năm 1993, ông chính thức trở thành giáo sư. Ông là thành viên của Học viện Điện ảnh Ba Lan.

## Sự nghiệp
Năm 1962, Grzegorz Królikiewicz tốt nghiệp chuyên ngành Luật tại Đại học Łódź. Ông tiếp tục theo học và tốt nghiệp Học viện Điện ảnh Quốc gia ở Łódź vào năm 1970. Ông làm đạo diễn cho một số bộ phim tài liệu, phim điện ảnh và chương trình truyền hình. Trong giai đoạn 1976 - 1978, ông đạo diễn chương trình truyền hình Redakcją Faktu (Editorial Office of Facts). Ông đảm nhận chức vụ giám đốc nghệ thuật Xưởng phim Aneks trong những năm 1981 - 1983. Tiếp theo đó, ông giữ chức vụ giám đốc Nhà hát mới ở Łódź trong những năm 2003 - 2005.

## Giải thưởng chọn lọc
- Giải thưởng Sư tử vàng tại Liên hoan phim Gdynia lần thứ 18 và giải thưởng Special Award tại Liên hoan phim quốc tế Karlovy Vary vào năm 1994 cho bộ phim Przypadek Pekosińskiego (1993).[4]
- Năm 2011: Huân chương Polonia Restituta.[5]
- Năm 2013: Huy chương vàng cho công trạng văn hoá Gloria Artis.[6]
- Năm 2016: Giải thưởng Krzysztof Krauze cho bộ phim Sąsiady (2014).[7]

## Phim truyện
- Na wylot (1972)
- Wieczne pretensje (1974)
- Tańczący jastrząb (1977)
- Klejnot wolnego sumienia (1981)
- Pháo đài 13 (1984)
- Zabicie ciotki (1984)
- Przypadek Pekosińskiego (1993)
- Drzewa (1995)
- Sąsiady (2014)